# Halieutopsis margaretae
Halieutopsis margaretae is een straalvinnige vissensoort uit de familie van vleermuisvissen (Ogcocephalidae). De wetenschappelijke naam van de soort is voor het eerst geldig gepubliceerd in 2007 door Ho & Shao.